# Cardinal (Brauerei)

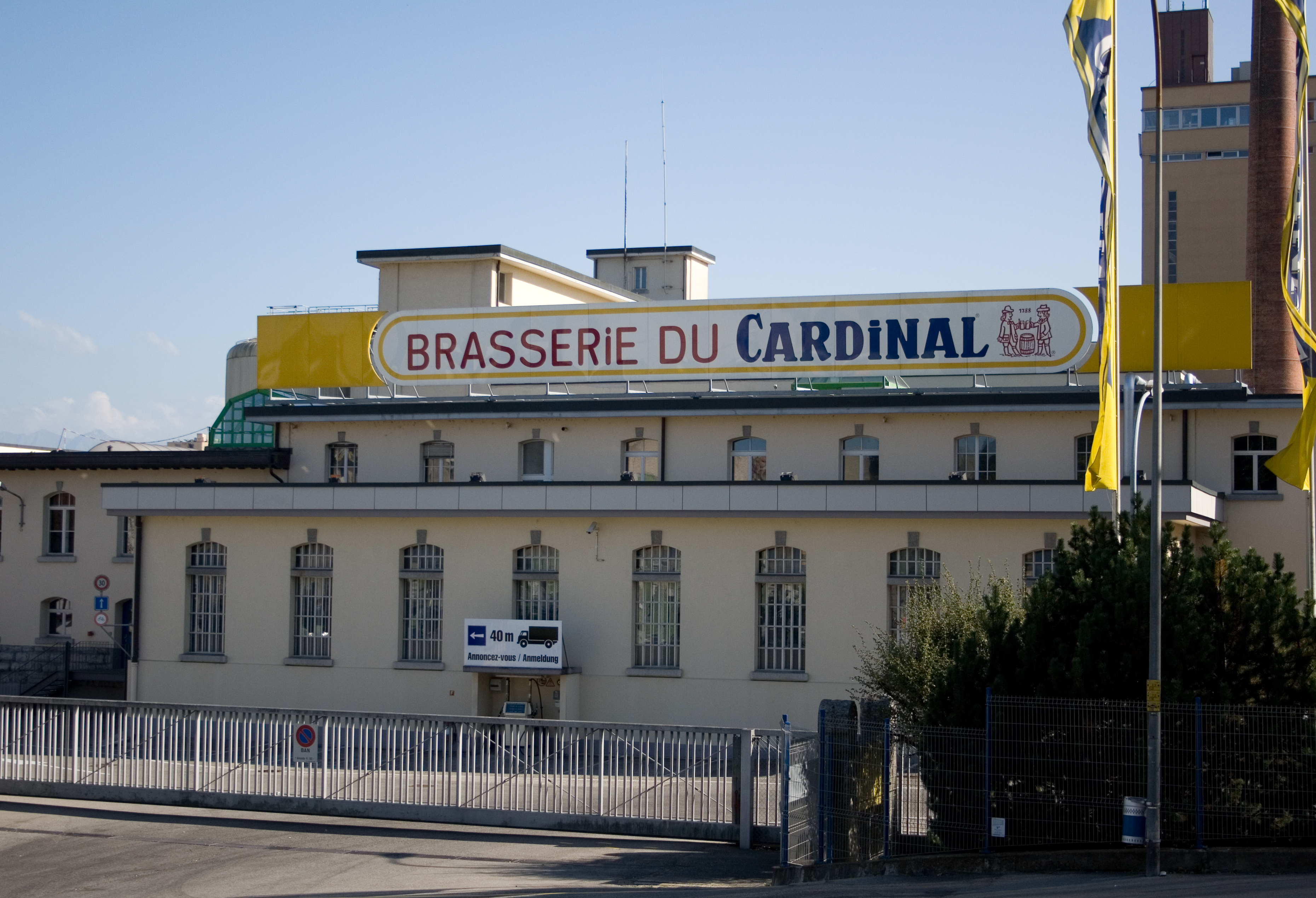
Die Brauerei Cardinal

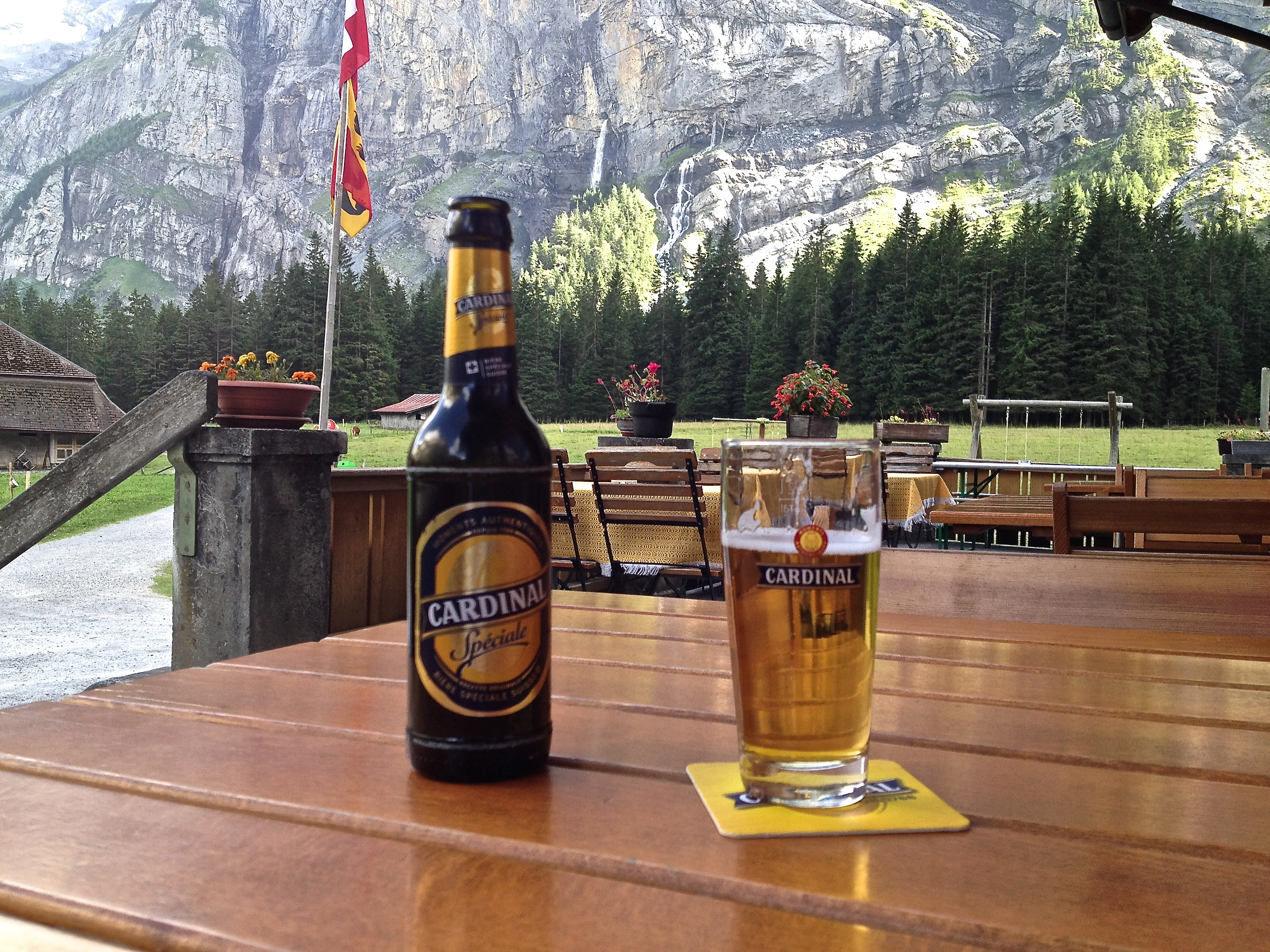
Kleines Cardinal

Cardinal ist eine Westschweizer Biermarke und ehemalige Brauerei in Freiburg im Üechtland in der Schweiz. Die Brauerei wurde 1788 gegründet, 1996 von der Feldschlösschen-Hürlimann-Holding übernommen und 2011 geschlossen. Die Marke Cardinal besteht weiterhin. Seit der Schliessung der Brauerei wird das Bier nicht mehr in Freiburg, dem ehemaligen Hauptsitz der Marke, produziert, sondern in Rheinfelden, dem Hauptsitz der Feldschlösschen Getränke AG.

## Geschichte
Die Brauerei wurde 1788 im Au-Quartier vom Gastwirt François Piller für seinen Sohn gegründet, der kurz zuvor seine Ausbildung bei einem bayrischen Braumeister beendet hatte. Nach dem Tod des Vaters zog der Sohn 1802 ins Neustadt-Quartier (Neuveville), und das Geschäft wechselte bis 1877 mehrmals den Besitzer. Schliesslich wurde es vom Industriellen Paul-Alcide Blancpain, der einer Uhrmacherfamilie aus dem Berner Jura entstammte, übernommen und zu einem modernen Industriebetrieb ausgebaut.

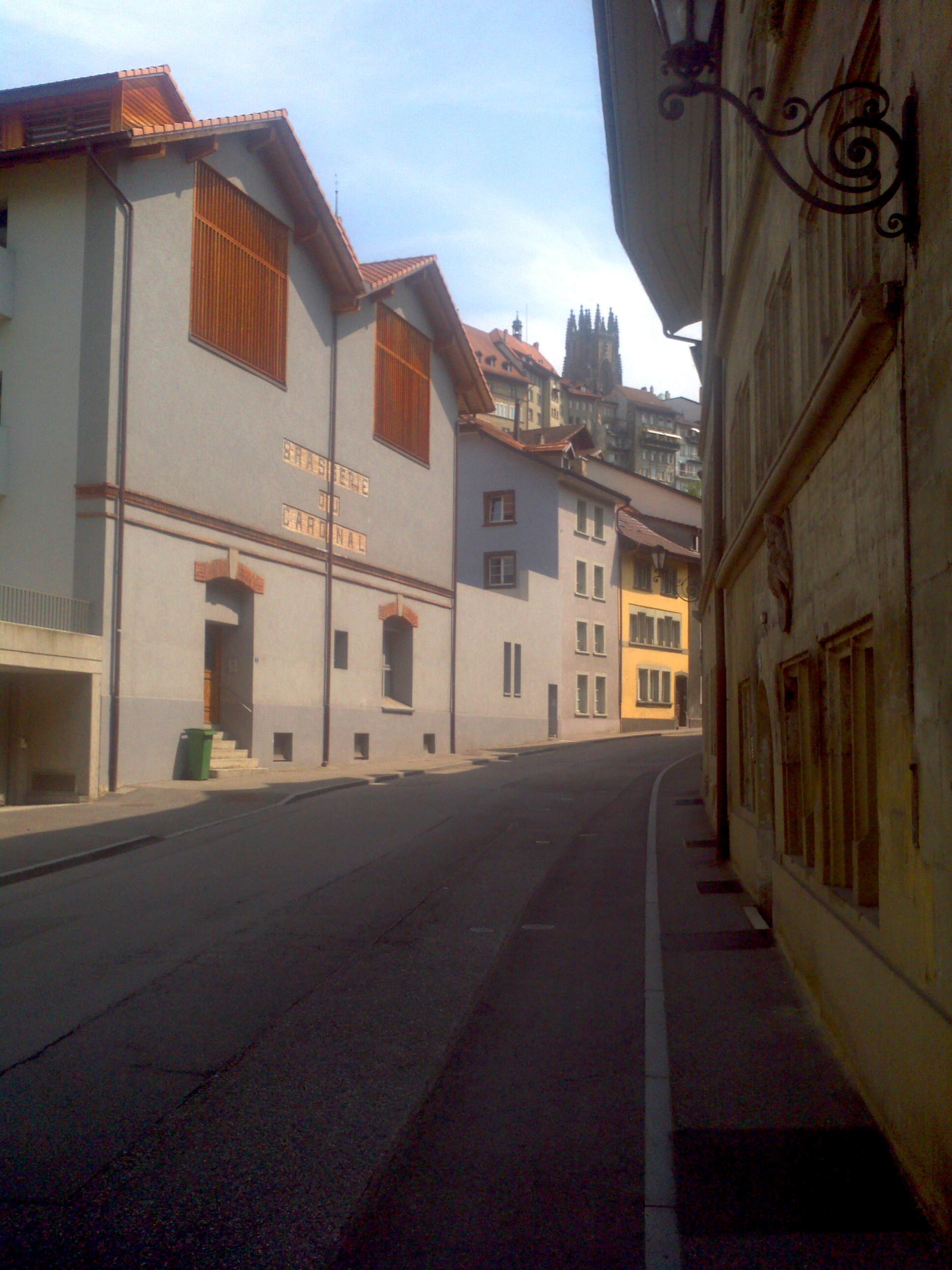
Alte Brauerei im Stadtquartier Neuveville

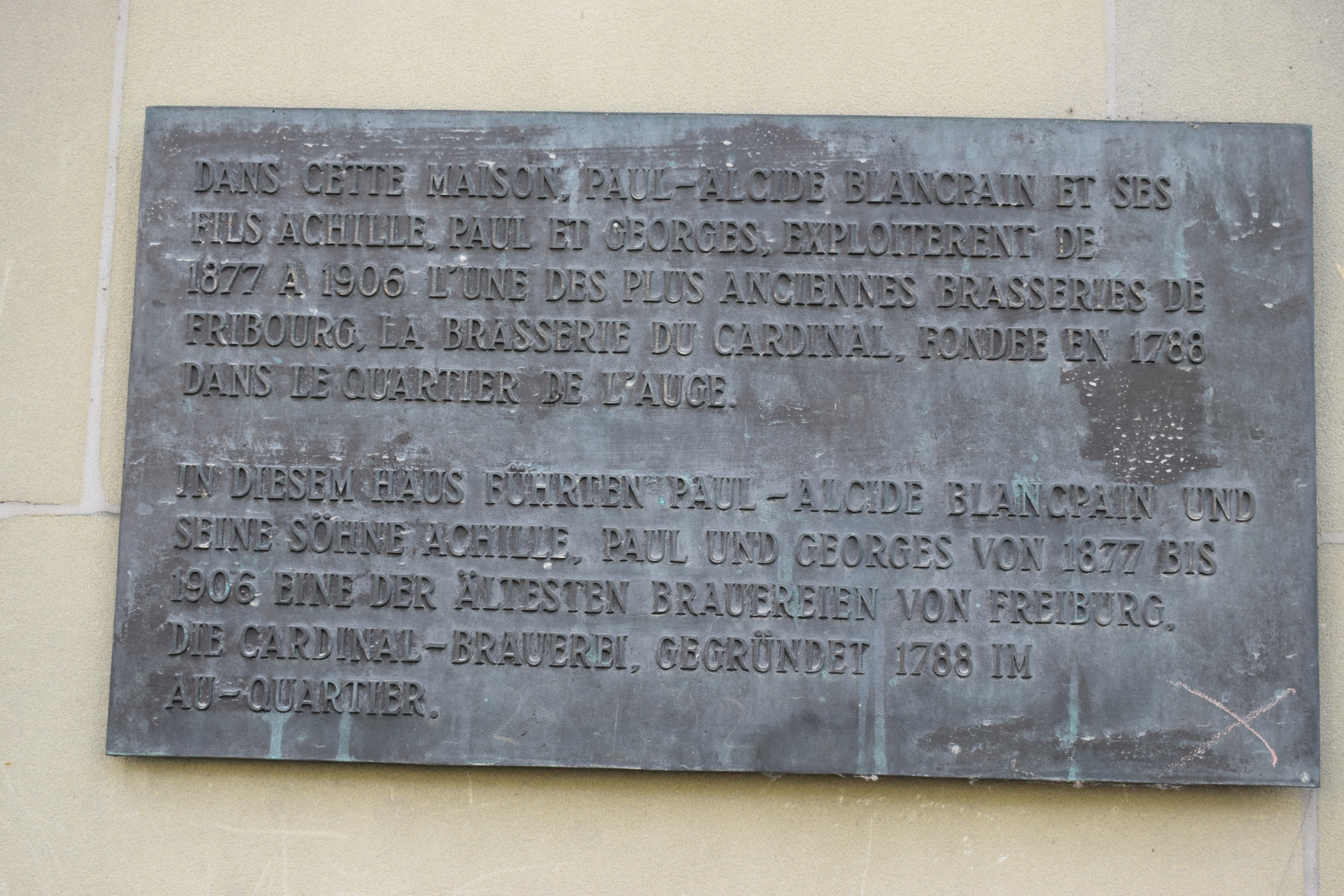

Als Papst Leo XIII. am 23. Juni 1890 mit Gaspard Mermillod erstmals einem Bischof von Freiburg die Kardinalswürde verlieh, brachte die Brauerei Blancpain ein Festbier auf den Markt, das "Cardinal". Dieses Produkt war so erfolgreich, dass Paul Blancpain beschloss, seiner Brauerei künftig den Namen Cardinal zu geben.

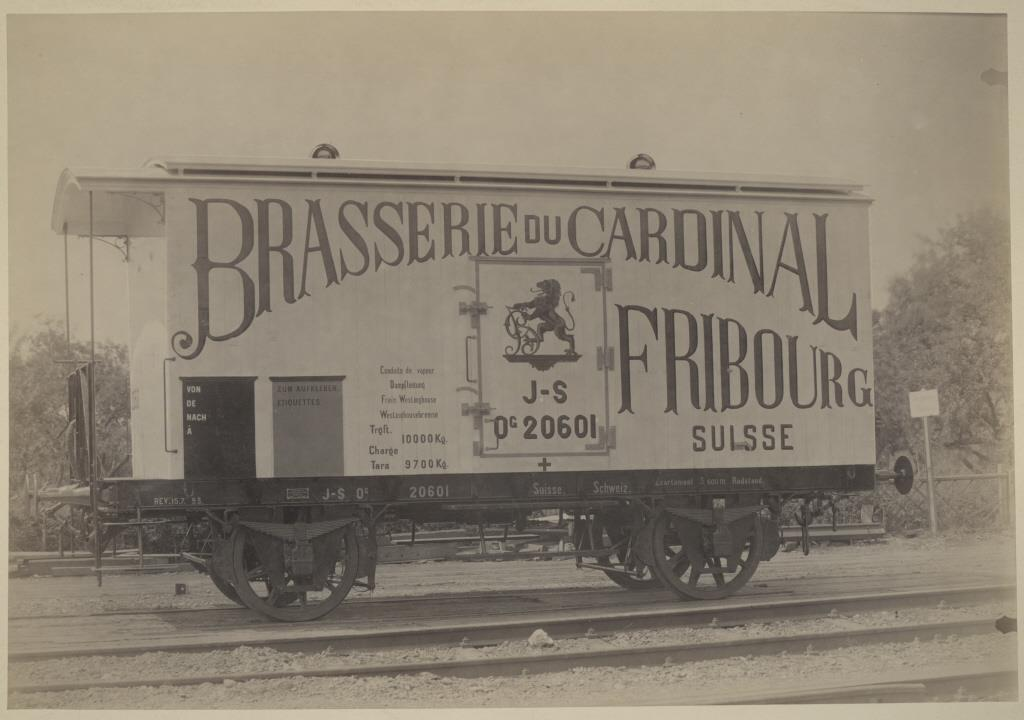
Die Brauerei besass eigene Güterwagen für den Biertransport. Dieser Wagen war von 1893 bis 1960 im Einsatz.

Bis zum Jahr 1904 entwickelte sich das Geschäft sehr gut, und ein Umzug der noch in der Freiburger Unterstadt gelegenen Brauerei war erforderlich. Die Brasserie du Cardinal bezog einen neuen Standort nahe dem Freiburger Bahnhof mit direktem Gleisanschluss.

Historisches Luftbild von Walter Mittelholzer von 1931

1970/71 verbanden sich die Brasserie du Cardinal und die Brasserie Beauregard in Freiburg, Salmenbräu in Rheinfelden AG, die Brasserie de la Comète in La Chaux-de-Fonds und die Brauerei Wädenswil zur Sibra-Holding. Zwei Jahre später erhielt die gesamte Holding den Namen Cardinal.
Am 29. Oktober 1996 kündigte die Feldschlösschen-Hürlimann-Holding, die inzwischen die Aktienmehrheit der Sibra/Cardinal erworben hatte, die Schliessung der Freiburger Brauerei an. Nach massiven Protesten der Freiburger Bevölkerung und einer Kampagne der Tageszeitung La Liberté unterzeichneten die Feldschlösschen-Hürlimann-Holding und die Behörden von Stadt und Kanton Freiburg am 25. Februar 1998 ein Abkommen, das die vorläufige Fortsetzung des Betriebes am Standort Freiburg garantierte.
Am 31. August 2010 kündigte die Feldschlösschen Getränke AG erneut die Schliessung des Produktionsstandortes in Freiburg für Juni 2011 an.
Der Produktionsort von Cardinal-Bieren wurde zu Feldschlösschen nach Rheinfelden verlegt.
Der Staat und die Stadt Freiburg übernahmen das Fabrikgelände zum 1. Juni 2012 für 21,5 Millionen Franken, um dort einen Technologie- und Innovationspark zu errichten.
Heute stehen auf dem Areal der Technologie- und Innovationspark blueFACTORY mit weiteren Unternehmen und dem Cardinal Restaurant «Les Menteurs». Das Cardinal Biermuseum zeigt Informationen zur Geschichte von Cardinal.

## Sortiment

### Aktuelle Produkte
- Cardinal Blonde (4,8% vol)
- Cardinal Blanche (4,8% vol)
- Cardinal Spéciale (5,2% vol)
- Cardinal 0,0% (0,0% vol)
- Cardinal Bière de Noël (5,4% vol)

### Ausgelaufene Produkte
- Cardinal Non-Filtrée (4,7% vol)
- Cardinal Lime Cut (4,6% vol)
- Cardinal 2.4 (2,4% vol)
- Cardinal Rousse (5,2% vol)
- Cardinal Brunette (5,5% vol)
- Cardinal Bière de Printemps (5,5% vol)
- Cardinal Edition d’été (4,3% vol)
- Cardinal Bière d’automne (5,3% vol)
- Cardinal sans alcool (0,5% vol)
- Cardinal Draft (4,7% vol)
- Cardinal Draft Absinth (6,0% vol)
- Cardinal Draft Cola (2,0% vol)
- Cardinal Vodka Citrus (5,9% vol)
- Cardinal Best Lager (4,9% vol)
- Cardinal Millennium (6,5% vol)
- Cardinal Monsoon (4,9% vol)
- Cardinal Bière des Vignerons (6,9% vol)
- Cardinal Lemon (4,6% vol)
- Cardinal Angel Granatapfel Holunder (0,5% vol)
- Cardinal Angel Orange-Lotusblüte (0,5% vol)